# Trillium ovatum
Trillium ovatum е вид растение от семейство Melanthiaceae. Цъфти през април. Видът е незастрашен от изчезване.

## Разпространение
Trillium ovatum е разпространен в някои западни части на Съединените щати и Канада. Среща се в Южна Британска Колумбия, крайните части на югозападна Алберта, Вашингтон, Орегон и на изток до Монтана, Уайоминг и Северен Колорадо.